# Dūzeh
Dūzeh (persiska: دوزه) är en ort i Iran.   Den ligger i provinsen Fars, i den centrala delen av landet, 800 km söder om huvudstaden Teheran. Dūzeh ligger 1 165 meter över havet och antalet invånare är 790.
Terrängen runt Dūzeh är bergig västerut, men österut är den kuperad. Dūzeh ligger nere i en dal. Runt Dūzeh är det ganska glesbefolkat, med 45 invånare per kvadratkilometer. Det finns inga andra samhällen i närheten. Omgivningarna runt Dūzeh är i huvudsak ett öppet busklandskap.